# هيلين بورغس (ممثلة)
هيلين بورغس (بالإنجليزية: Helen Burgess)‏ هي ممثلة أمريكية، ولدت في 26 أبريل 1916 في بورتلاند في الولايات المتحدة، وتوفيت في 7 أبريل 1937 في لوس أنجلوس في الولايات المتحدة بسبب ذات الرئة.

## وصلات خارجية
- هيلين بورغس على موقع IMDb (الإنجليزية)
- هيلين بورغس على موقع قاعدة بيانات الفيلم (الإنجليزية)